# Cantó de Dinan-Ouest
El cantó de Dinan-Oest (bretó Kanton Dinan-Kornôg) és una divisió administrativa francesa situat al departament de Costes del Nord a la regió de Bretanya.

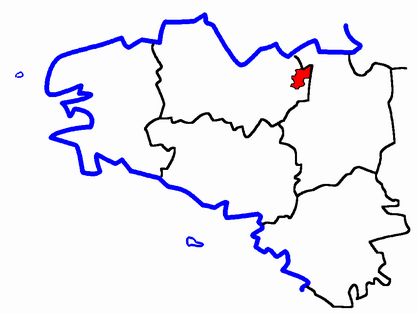
Situació del cantó

## Composició
El cantó aplega 13 comunes :
| Nom bretó   | Nom francès            | Nom gal·ló |
| Oskaleg     | Aucaleuc               | Laugaloec  |
| Bowidel     | Bobital                | Bobitau    |
| Bruzivili   | Brusvily               | ----       |
| Kerorgen    | Calorguen              | Calorgen   |
| Dinan       | Dinan                  | Dinan      |
| An Hengleuz | Le Hinglé              | ----       |
| Plouhern    | Plouër-sur-Rance       | ---        |
| Kever       | Quévert                | Qevèr      |
| Sant-Karneg | Saint-Carné            | ---        |
| Sant-Samzun | Saint-Samson-sur-Rance | ---        |
| Taden       | Taden                  | Taden      |
| Trelivan    | Trélivan               | ---        |
| Treveron    | Trévron                | Terveron   |

## Història
| Data d'elecció                           | Identitat      | Partit | Qualitat |
| ---------------------------------------- | -------------- | ------ | -------- |
| 1998-                                    | Didier Morel   | PS     |          |
| 2004-                                    | André Calistri | PS     |          |
| les dades anteriors no són pas conegudes |                |        |          |
|                                          |                |        |          |